# ماعز أيرلندي
الماعز الأيرلندي (بالإنجليزية: Irish goat)‏ هي سلالة من الماعز تعيش في أيرلندا، وتعتبر سلالة محلية فهي لا تعيش سوى في أيرلندا الذي تشتهر بكثرة سلالات الماعز فيها وتعتبر سلالة الماعز الأيرلندي الأكثر شيوعا بينها، ويعتبر حيوان الماعز الأيرلندي من الحيوانات المهددة بالانقراض.